# Gianluigi Calderone
Gianluigi Calderone (* 9. März 1944 in Genua) ist ein italienischer Fernsehregisseur und Drehbuchautor.

## Leben
Calderone begann mit knapp über zwanzig Jahren, als Regieassistent bei Filmen von Terence Young, Damiano Damiani und Bernardo Bertolucci. Bereits 1966 lieferte er sein Debüt als Regisseur ab, den Kurzfilm All'apparir del vero und begann drei Jahre später mit Fernsehfilmen, für das er bis heute tätig ist und zahlreiche Publikumserfolge vorlegen konnte, darunter 1991 Il piccolo Mussolini. Im Kino sah man 1974 seine Appassionata und im Jahr darauf den ebenfalls recht publikumsträchtigen Danza d'amore sotto gli olmi.

## Filmografie (Auswahl)
- 1966: All'apparir del vero (Kurzfilm)
- 2008: Don Zeno – L' uomo di Nomadelfia